# 시흥녹색환경지원센터
시흥녹색환경지원센터(始興綠色環境支援센터, SiHeung Green Environment Center ; SHGEC)는 지역특유의 다양한 환경현안 문제를 해결하고, 녹색성장의 기반조성 및 활성화를 위하여 설립된 기관이다. 경기도 시흥시 산기대학로 237 한국산업기술대학교 시흥비즈니스센터 602호에 있다.

## 설립 근거
- 환경기술 및 환경산업 지원법[6]
  - 녹색환경지원센터 설립·운영에 관한 규정[7]
  - 시흥시 환경기술 및 환경개선지원사업 위탁 조례[8]

## 주요 업무
- 시흥시 환경개선 및 보전을 위한 조사·연구 및 환경기술 개발사업
- 지정악취물질 및 복합악취를 측정하기 위한 악취분석실 운영관리
- 시흥 관내 기업들의 환경기술 지원 및 컨설팅
- 시흥시 보조금 및 융자지원 받은 사업장 방지시설의 사후관리
- 시흥시민 및 관내 사업장 기술전문가의 환경교육 및 홍보사업
- 그 밖에 시흥시가 환경개선에 전문역량이 필요하다고 인정하는 사업

## 같이 보기
| - 서울녹색환경지원센터 - 인천녹색환경지원센터 - 경기녹색환경지원센터 - 안산녹색환경지원센터 | - 강원녹색환경지원센터 | - 충북녹색환경지원센터 - 대전녹색환경지원센터 - 충남녹색환경지원센터 | - 전북녹색환경지원센터 - 광주녹색환경지원센터 - 전남녹색환경지원센터 | - 대구녹색환경지원센터 - 경북녹색환경지원센터 - 부산녹색환경지원센터 - 울산녹색환경지원센터 - 경남녹색환경지원센터 | - 제주녹색환경지원센터 | - 녹색환경지원센터연합회 - 한국환경산업협회 - 국립환경과학원 - 녹색기술센터 - 글로벌녹색성장연구소 - 녹색에너지연구원 - 한국환경산업기술원 - 한국환경공단 - 녹색기후기금 |